# AirTag (traceur)
L'AirTag est un dispositif de localisation développé par Apple, annoncé le 20 avril 2021 lors de l'événement « Spring Loaded »,,. L'AirTag est similaire à un key finder, qui permet de retrouver des clés, et d'autres produits utilisant la technologie UWB (ultra wideband). En exploitant la puce U1 présente dans les iPhone 11 et les modèles ultérieurs, les utilisateurs peuvent suivre des objets via l'UWB grâce à la fonction « localisation précise ». L'AirTag fonctionne aussi sur les iPhone SE, iPhone 6S ou avec les modèles ultérieurs, équipés d'iOS 14.5 ou version ultérieure, ou sur les iPad Pro, les iPad (5e génération), les iPad Air (2e génération), les iPad Mini (4e génération) équipés d'iPadOS 14.5 ou version ultérieure.

## Historique
En avril 2020, une vidéo officielle d'Apple a involontairement confirmé l'existence de l'AirTags en montrant qu'il était pris en charge dans l'interface utilisateur Find My iPhone,,. Le produit a été signalé pour la première fois comme en cours de développement en avril 2019. En janvier 2020, un analyste a déclaré qu'il serait lancé au premier trimestre 2020. Redmond Pie a rapporté en février 2020 que Asahi Electronics était prêt à commencer à fournir à Apple des dizaines de millions de pièces ultra-large bande (UWB) pour les AirTags au cours des deuxième et troisième trimestres de 2020. Certains appareils iOS prennent en charge UWB et seraient compatibles avec les AirTags. Le 2 avril 2020, Appleosophy a confirmé que les AirTags étaient un produit reconnu dans une vidéo d'Apple publiée par YouTube.

### Annonce
C'est lors de l'événement « Spring Loaded » le 20 avril 2021 qu'Apple annonce officiellement la sortie de l'AirTag.

## Utilisations alternatives
Le succès des AirTags dépasse sa fonction de base (retrouver des objets perdus) pour la localisation d'êtres vivants comme les animaux de compagnie, les enfants ou les adultes. 
- Certains objets comme des colliers porte-AirTag pour chat ou chien sont désormais appréciés des propriétaires d'animaux de compagnie de par le faible poids des AirTag de la taille d'une grosse pièce de monnaie.

- Des portes clés ou portes bagages attachés aux sacs à dos des enfants permettent à leurs parents de suivre leurs déplacements à la sortie de l'école directement sur leur smartphone grâce à l'application Find My développée par Apple.

- Certaines personnes peu scrupuleuses détournent l'utilisation du dispositif pour harceler d'autres individus à leur insu : en 2022 aux États-Unis, la presse rapporte des cas d'utilisation d'AirTags, principalement par des hommes, pour espionner et pour harceler des femmes[11].

## Spécifications

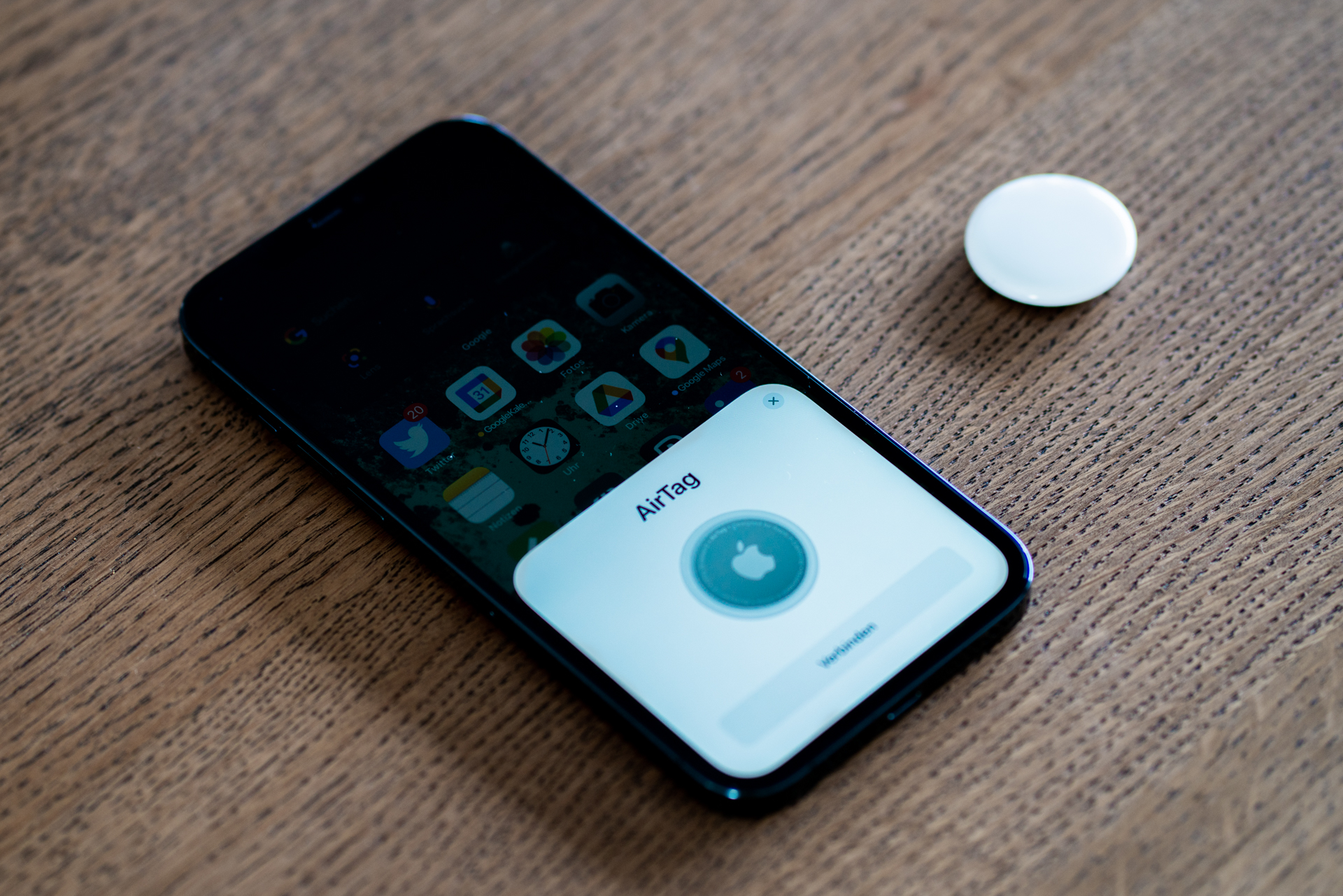
Image montrant un air tag en fonctionnement sur un iPhone.

L'appareil est alimenté par une pile bouton CR2032, qui devrait avoir une autonomie d'un an,.
Chaque AirTag est appairé avec un identifiant Apple. Au maximum, 32 AirTags peuvent être liés à chaque compte Apple,. Cette limite de 32 n'inclut pas que le traceur, certains accessoires Apple comme les AirPods, qui sont aussi détectables dans l'application Localiser, comptent pour 3 emplacements d'AirTag (chaque écouteur et l'étui).